# ماکسیم کوکوشا
ماکسیم کوکوشا (اوکراینی: Максим Миколайович Кокоша؛ زادهٔ ۹ اوت ۱۹۸۳) ورزشکار ورزش شنا اهل اوکراین است.